# Extrait foliaire
L’extrait foliaire (EF) est un concentré de nutriments (protéines, vitamines, minéraux) obtenu à partir du jus de feuilles de certaines plantes. Il a été identifié comme une source alimentaire humaine et animale  incroyable, à cause de son très bas prix et de l'abondance des plantes adaptées à l'extraction foliaire. Si les nutriments se trouvent directement dans les plantes, on ne peut consommer les feuilles telles quelles car le système digestif humain n'est pas capable de digérer les fibres. L'étape de concentration est essentielle car elle permet de séparer les nutriments des fibres.

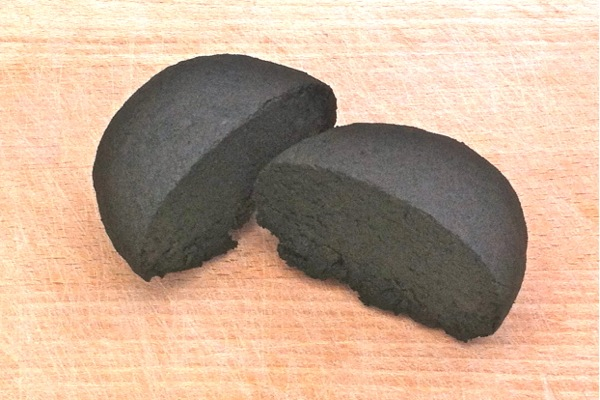
Extrait foliaire.

## Application
Dans les années 1960, les EF se sont montrés comestibles pour l'Homme et malgré un potentiel important, la découverte ne fit pas grand bruit. Norman Wingate Pirie porta le sujet bien plus loin : ce biochimiste britannique, qui remporta le prix Nobel, examina et souligna l'importance de leurs avantages aussi bien sur le plan alimentaire qu'au niveau de leur production. Alors que les régimes alimentaires de plus en plus gourmand en viande animale poussent à la recherche de moyens alternatifs pour satisfaire les besoins, en protéines notamment, les EF deviennent une source de plus en plus intéressante. Ceci amène à renouveler l'intérêt des EF pour réduire les quantités de protéines comestibles pour l'homme dans l'alimentation animale.

## Santé et alimentation
Les EF sont riches en acides aminés (sauf en méthionine où elle est limitante,avec des scores entre 13.5-96%) et en polyphénols. Pour faire des EF une source en nutriments viable pour l'alimentation humaine, il faut régler le problème de la teneur en fibre et de la présence de certains composants non comestibles comme les tanins, le cyanure et le phytate,.
La teneur en phytates (facteur antinutritionnel) des extraits foliaires de luzerne est faible, inférieur à 0,2g de phytates par kg.  Les  valeurs  retrouvées  sont  en  phase  avec  la  notion  de  faible  concentration  de  phytates dans les feuilles et tiges des plantes,.
Les protéines végétales sont des protéines complètes équilibrées en acide aminés contrairement aux céréales pauvres en tryptophane ou en lysine, et aux légumineuses pauvres en méthionine.Les extraits foliaires de luzerne par exemple contiennent autant de méthionine que le lait en poudre : environ 30 mg par gramme de protéine.  

## Méthodes de production
La méthode générale pour obtenir des EF à partir de feuilles est de réduire ces dernières en pulpes et de presser pour en faire sortir le jus. Ce jus vert est ensuite chauffé pour faire coaguler les protéines. Après une filtration et un séchage, on obtient une pâte riche en protéines et nutriments.